# Georg Wachter

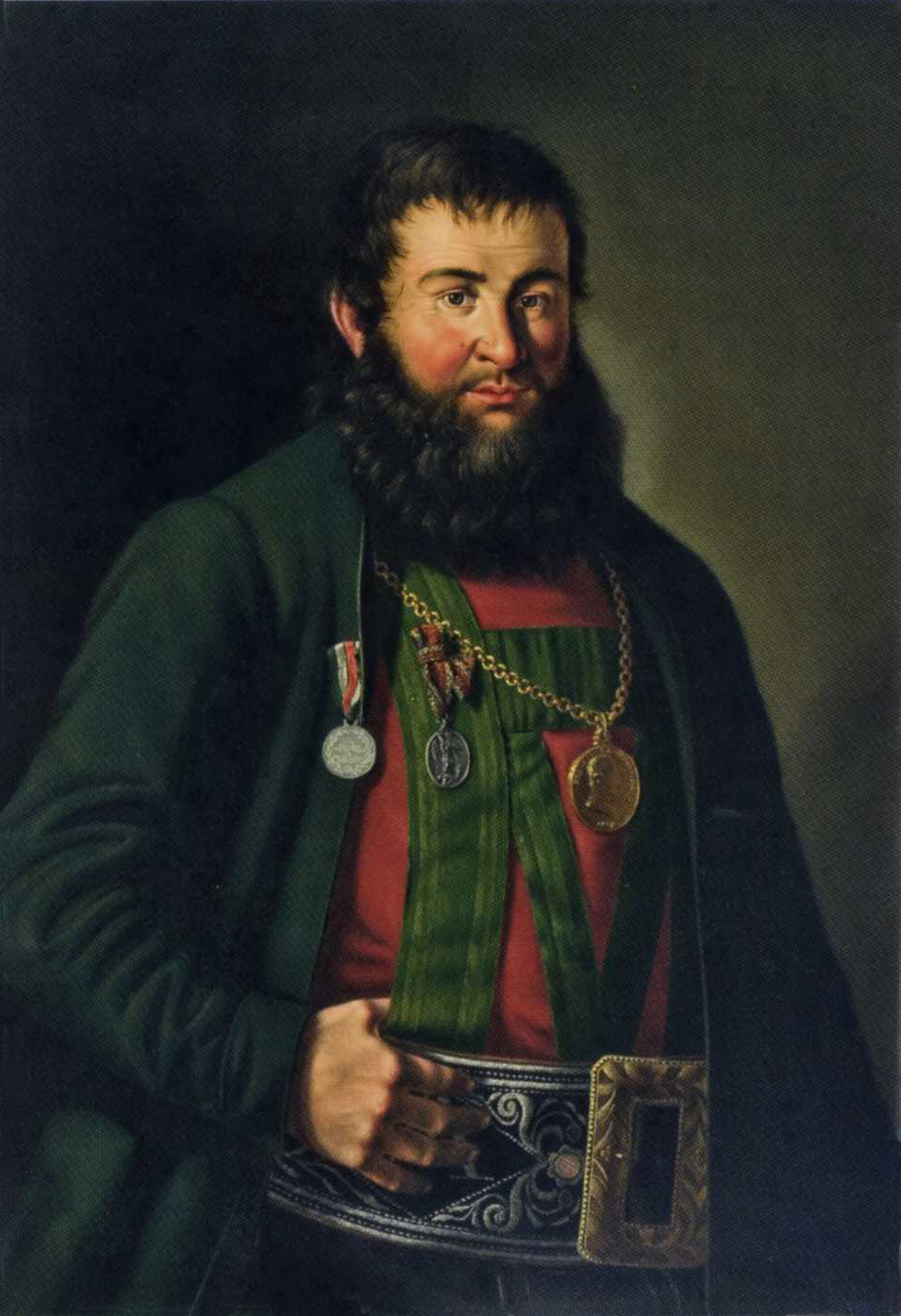
Bildnis Andreas Hofer, Städtisches Museum Braunschweig (1839/40)

Georg Wachter (* 23. November 1809 in Hall in Tirol; † 18. Dezember 1863 in Bozen) war ein österreichischer Maler.

## Leben
Georg Wachter war das dritte der dreizehn Kinder des Salinen-Zimmerpoliers Matthias Wachter und der Katharina Schwaller. Er besuchte zwei Klassen des Gymnasiums und kam danach in die Lehre zu einem Fassmaler. Nach der Innsbrucker Zeichenschule studierte Wachter 1828–1830 an der Akademie der bildenden Künste Wien, wurde aber durch die Einberufung zum Militär aus seiner Ausbildung gerissen. Er diente acht Jahre lang und war als Angehöriger des Jägerregiments Kaiser Ferdinand in vielen Tiroler und oberitalienischen Garnisonen stationiert, wobei er weiterhin das Zeichnen nicht aufgab. Nach der Abrüstung arbeitete Wachter für die lithographische Anstalt Johann Kravogl in Innsbruck.
1847 ging er als Maler nach Bozen, wo er sich während der Revolution von 1848/49 bei den Tiroler Schützen auszeichnete. Er heiratete 1852 die einundzwanzigjährige Theresia Silbernagl, die Tochter eines Großkaufmanns. Ihrer beider zwei Söhne starben noch im Kindesalter. Wachter starb als begehrter Porträtist des Bürgertums und als angesehener Mann in Bozen.

## Werk
Georg Wachter malte nach seiner Militärzeit zahlreiche biedermeierliche Genrebilder; verschiedene unsignierte Landschaften und Trachtendarstellungen werden ihm zugeschrieben. In Bozen entwickelte er sich zum Spezialisten für Porträts, die er mit großer Genauigkeit sehr wirklichkeitsgetreu ausführte und mit denen er großen Erfolg in der Stadt hatte. In seinen letzten Lebensjahren befasste er sich auch intensiv mit der Fotografie. Die meisten Bilder Wachters befinden sich in Privatbesitz; viele, die im Familienbesitz Silbernagl in Bozen waren, wurden im Zweiten Weltkrieg zerstört. Das Tiroler Kaiserjägermuseum am Bergisel besitzt einige Porträts von Militärpersonen.
- Bildnis Andreas Hofer, Öl auf Holz, 102,5 × 68,4 cm, Städtisches Museum Braunschweig, Inv-Nr. 1200-0926-00 (1839/40)
- Der Wildschütz, Tiroler Landesmuseum, Innsbruck
- Der Amraser Seefischer, Tiroler Landesmuseum, Innsbruck
- Bildnis der Anna Vinzentia Tschager, geborene Silbernagl, Stadtmuseum Bozen[1]
- Bildnis des Giovanni Battista Ghedina, Stadtmuseum Bozen (um 1850)[2]
- Bildnis der Rosina Ghedina, Stadtmuseum Bozen (um 1850)[3]
- Bildnis Anna Schaffenrath, Öl auf Holz, 40,5 × 32 cm, Österreichische Galerie Belvedere, Wien, Inv.-Nr. 8510b[4]